# 프레드 워드
프레드 워드(영어: Fred Ward, 1942년 12월 30일~2022년 5월 8일)는 미국의 배우이다.

## 출연 작품

### 영화
- 《체인 리액션》 - FBI 요원 리온 포드 역
- 《베스트맨》
- 《사랑의 기도》 - 데이브 레이멀러 역
- 《잉카》 - 앤드류 폴른 역
- 《베로니카 - 사랑의 전설》 - 도미니코 베니어 역
- 《크로우3》
- 《대지진 10.5》
- 《플레이어》